# Terza declinazione del greco antico
La terza declinazione greca è particolarmente complessa e articolata, dal momento che è atematica, cioè i suoi temi sono privi di vocale tematica e le desinenze dei vari casi si aggregano direttamente ai temi principali. 
Fanno parte della terza declinazione numerosissimi sostantivi, sia di genere maschile, sia femminile, sia neutro, a uscite diverse.
I sostantivi della 3ª declinazione si possono distinguere in 3 gruppi:
- Gruppo di sostantivi con tema in consonante
- Gruppo di sostantivi con tema in vocale debole (ι e υ)
- Gruppo di sostantivi con tema in dittongo

Per sapere se un sostantivo ha il tema in consonante oppure in vocale, basta omettere la desinenza del genitivo singolare e controllare se l'ultima lettera del tema è una consonante oppure una vocale.

## Tabella delle desinenze
Maschile e Femminile
|            | Singolare           | Duale | Plurale |
| Nominativo | -ς                  | -ε    | -ες     |
| Genitivo   | -ος                 | -οιν  | -ων     |
| Dativo     | -ι                  | -οιν  | -σι     |
| Accusativo | -ν/-α               | -ε    | -ας     |
| Vocativo   | come Nom./puro tema | -ε    | -ες     |

Neutro
|            | Singolare          | Duale | Plurale |
| Nominativo | puro tema          | -ε    | -α      |
| Genitivo   | -ος                | -οιν  | -ων     |
| Dativo     | -ι                 | -οιν  | -σι     |
| Accusativo | come il Nominativo | -ε    | -α      |
| Vocativo   | come il Nominativo | -ε    | -α      |

1. ↑  In alternativa il sostantivo si presenta al tema puro, eventualmente manifestando il fenomeno dell'apofonia vocalica quantitativa o qualitativa (per approfondire, vedi alternanza quantitativa).
2. ↑  -ν vale per i temi in vocale e per i temi in dentale maschili e femminili baritoni (cioè né ossitoni né perispomeni) che escono in -ις e -υς, per analogia ai temi in vocale, ad esempio, χάρις ha, oltre al regolare χάριτα, l'accusativo χάριν; -α vale per quelli in consonante.
3. 1 2  Il puro tema si ottiene semplicemente privando il genitivo singolare della desinenza -ος.

Si noti inoltre che i nomi neutri hanno le stesse forme nei casi diretti (nominativo, accusativo, vocativo) di tutti i numeri.

## Accentazione
Per quanto riguarda gli accenti, i sostantivi della terza declinazione hanno l'accento che tende a restare sulla sillaba in cui è al caso nominativo. I temi monosillabici spostano l'accento sull'ultima sillaba nei casi obliqui del singolare, del plurale e del duale.
Fanno eccezione alcuni nomi, quali δᾴς, δᾳδός, "torcia"; δμώς, -ωός, "prigioniero, servitore"; θώς, θωός, "animale feroce, sciacallo"; οὖς, ὠτός, "orecchio"; παῖς, παιδός, "fanciullo"; φώς, φωτός, "luce". Questi nomi sono parossitoni nel genitivo e dativo duale e nel genitivo plurale.
I monosillabi che hanno l'accento in sede originaria circonflesso, come παῖς (nome con tema in dentale, che han nominativo, dativo e vocativo singolare formatisi dall'incontro di δ + ς, con caduta di δ e allungamento di compenso e accento circonflesso, e l'accento circonflesso ugualmente nelle sedi originarie quando la desinenza è breve, come nel nominativo plurale e accusativo singolare παῖδες, παῖδα), quando la desinenza diventa lunga, come nel caso del genitivo singolar e plurale, e dativo singolare, per rispettare la regola della legge del trisillabismo, l'accento diventa acuto: παιδός, παιδί.
Come in alcuni termini ossitoni della I declinazione, si vede come le regole dell'accento ossitono dipendano solamente dalla posizione dell'accento nella sede originaria, e quindi verificando il nominativo, sia che questi termini siano monosillabi, sia che siano bisillabi o trisillabi. L'accento rimane sempre in posizione ossitona.
La regola base del monosillabo, soprattutto per i nomi della terza declinazione, vuole che il genitivo e il dativo ossitono per allungamento della vocale diventi circonflesso da acuto; tuttavia esistono eccezioni, come nel caso del pronome indefinito τίς τινός, che durante la declinazione diventa bisillabo, oppure per il participio presente del verbo essere εἰμί (ὤν, ὄντος).
Alcuni sostantivi particolari, con tema in dentale come ὁδούς, ὀδόντος non sono da considerare nel gruppo dei monosillabi, poiché non ne seguono le regole con la posizione dell'accento ossitono. Infatti il nominativo è il risultato della caduta totale del gruppo -ντ davanti a ς finale, sicché c'è un allungamento di compenso della vocale finale del radicale *οδο + ντ + ς = *οδο + ς + allungamento di compenso.

## Temi in consonante
I temi in consonante della terza declinazione possono presentare diverse uscite, ossia:
- occlusiva (gutturale, labiale e dentale)
- dentale (preceduta da nasale)
- liquida
- nasale
- sibilante

### Temi in occlusiva

#### Temi in gutturale e labiale
Si tratta di nomi maschili e femminili, con puro tema terminante in κ, γ o χ. Il nominativo singolare è sigmatico, con esito ξ, mentre il vocativo è identico al nominativo. Il nominativo singolare ha la desinenza in -ς, che spesso va a contrarre con la consonante finale del radicale (ψ < β + ς; ξ < κ + ς), quindi πίναξ, πίνακος (con tema in velare) e φλέψ, φλεβός. Il dativo plurale è in -σι, quindi le desinenze sono -ξι, -ψι < κ + σι, β + σι.
A parte i termini monosillabi ossitoni come γύψ, γυπός (avvoltoio), che vedono lo spostamento dell'accento quando la parola acquista una sillaba in più durante la declinazione, i termini di questo gruppo di temi in occlusiva sono parossitoni e non vedono spostamenti dell'accento, a meno che la desinenza non abbia vocale lunga, come il genitivo plurale in -ων, per rispettare la legge del trisillabismo. Sempre nel caso dei monosillabi come γύψ o φλόξ, il dativo plurale vede l'accento sull'ultima sillaba, dato che si verifica l'incontro di gutturale + sigma come nel nominativo e vocativo.
In casi in cui i nomi hanno tema in occlusiva gutturale a doppio γγ come σάλπιγξ, questo vede la trasformazione solo di un solo γ nell'incontro con la desinenza in -ς, mentre nel resto della declinazione (meno vocativo singolare e dativo plurale), il doppio γγ si mantiene: σάλπιγγος (dativo plurale in σάλπιγξι, come si è detto, nella contrazione nel dativo plurale l'accento tende a spostarsi, purché nelle quantità sillabiche vengano rispettate le regole della legge del trisillabismo, tenendo presente appunto la quantità di ciascuna vocale delle sillabe).
Nei temi in gutturale può avvenire anche il fenomeno della legge di Grassmann, con il cambiamento per dissimilazione, della seconda occlusiva in due sillabe contigue, come in θρίξ τριχός (al posto di un probabile θριχός per il genitivo singolare), così come φ di π e θ di τ; tale fenomeno infatti di cambiamento avviene anche quando tra due parole, la cui corrispondente vocale sorda della prima, che precede l'ultima vocale della stessa parola, nell'incontro vede fondersi questa con la vocale spirata (con spirito aspro) della parola successiva, e mutare dunque la consonante nella corrispettiva doppia consonante aspirata (νύκθ'ὅλην da νύκτα ὅλην).
Qui di seguito è riportata la declinazione del sostantivo femminile φλόξ, -ογός, "fiamma".
|            | Singolare  | Duale        | Plurale       |
| Nominativo | ἡ φλόξ     | τὰ φλόγε     | αἱ φλόγες     |
| Genitivo   | τῆς φλογός | ταῖν φλογοῖν | τῶν φλογῶν    |
| Dativo     | τῇ φλογί   | ταῖν φλογοῖν | ταῖς φλοξί(ν) |
| Accusativo | τὴν φλόγα  | τὰ φλόγε     | τὰς φλόγας    |
| Vocativo   | ὦ φλόξ     | ὦ φλόγε      | ὦ φλόγες      |

##### Particolarità
- Il sostantivo femminile γυνή, γυναικός, "donna", presenta una declinazione particolare, in cui la gutturale del tema non si trova nel nominativo e nel vocativo singolari, come si nota nella tabella sotto riportata:

|            | Singolare    | Duale          | Plurale         |
| Nominativo | ἡ γυνή       | τὰ γυναῖκε     | αἱ γυναῖκες     |
| Genitivo   | τῆς γυναικός | ταῖν γυναικοῖν | τῶν γυναικῶν    |
| Dativo     | τῇ γυναικί   | ταῖν γυναικοῖν | ταῖς γυναιξί(ν) |
| Accusativo | τὴν γυναῖκα  | τὰ γυναῖκε     | τὰς γυναῖκας    |
| Vocativo   | ὦ γύναι      | ὦ γυναῖκε      | ὦ γυναῖκες      |

- Il sostantivo femminile θρίξ, τριχός, "capello", mantiene l'aspirazione della θ soltanto al nominativo e vocativo singolari e al dativo plurale. Ciò è dovuto all'aspirazione iniziale di due sillabe contigue, come affermato nella legge di Grassmann.
- Il sostantivo femminile ἀλώπηξ, -εκος, "volpe", presenta il mutamento della ε del tema in η al nominativo singolare.

##### Aggettivi in gutturale
Esistono pochi aggettivi in gutturale, esclusivamente ad una sola terminazione.
Nei casi retti del singolare assumono sempre la terminazione del nominativo, mentre al plurale neutro presentano l'uscita in -α.
L'aggettivo più comune è ἅρπαξ, -αγος, "rapace".

#### Temi in labiale
Si tratta di nomi maschili e femminili, con puro tema terminante in β,π o φ. Il nominativo singolare è sigmatico, con esito ψ, mentre il vocativo è identico al nominativo. 
Qui di seguito è riportata la declinazione del sostantivo maschile Κύκλωψ, -ωπος, "Ciclope".
|            | Singolare    | Duale          | Plurale         |
| Nominativo | ὁ Κύκλωψ     | τὼ Κύκλωπε     | οἱ Κύκλωπες     |
| Genitivo   | τοῦ Κύκλωπος | τοῖν Κυκλώποιν | τῶν Κυκλώπων    |
| Dativo     | τῷ Κύκλωπι   | τοῖν Κυκλώποιν | τοῖς Κύκλωψι(ν) |
| Accusativo | τὸν Κύκλωπα  | τὼ Κύκλωπε     | τοὺς Κύκλωπας   |
| Vocativo   | ὦ Κύκλωψ     | ὦ Κύκλωπε      | ὦ Κύκλωπες      |

##### Aggettivi in labiale
Esistono pochissimi aggettivi in labiale, esclusivamente ad una sola terminazione.
La flessione che presentano segue quella dei sostantivi.
Gli aggettivi più comuni sono οἷνοψ, -οπος, "violaceo" e ἑλίκωψ,-ωπος, "con occhi vivaci".

#### Temi in dentale
Si tratta di nomi maschili e femminili, con puro tema terminante in δ, θ o τ. Il nominativo singolare è sigmatico, e la dentale cade davanti al sigma, dando esito ς, mentre il vocativo è identico al nominativo. L'accusativo singolare in -ν vale solo per i nomi baritoni, ossia senza l'accento sull'ultima sillaba, con dentale finale preceduta da ι o υ.
Un esempio è il sostantivo femminile χάρις, -ιτος, "grazia", che all'accusativo può presentare anche (ma non solo) la forma χάριν.
Da distinguere temi in -ντ e temi in dentale con vocale iniziale -οντ, che vanno a comporre anche i participi dei verbi greci della forma attiva. Nel caso del sostantivo λέων, λέοντος si vede come ci sia sempre la caduta di -ντ e fusione con la desinenza, e allungamento di compenso nel nominativo singolare e nel dativo plurale. Nell'allungamento di compenso della vocale, nella contrazione, occorre tenere presente la posizione dell'accento in sede originaria, ossia nel nominativo singolare; nel caso di λέων l'accento non subisce spostamenti, tenendo presente anche le leggi del trisillabismo, ma nel genitivo plurale e nel duale, aggiungendosi una sillaba in più, si sposta di sede.

#### Temi in dentale neutri in -οτ
Da distinguere in questo gruppo di temi in -οντ le sottocategorie -ντ e -οτ; nel caso di quest'ultima si veda il sostantivo in dentale σῶμα, σώματος; infatti il gruppo -ντ è presente nei nomi in cui c'è il sibilante nel nominativo singolare, con conseguente caduta del gruppo dentale -ντ e allungamento di compenso della vocale che precede, cioè quella del radicale. Tornando al gruppo dei temi in -οτ come φρέαρ, φρέατος oppure ἔρως ἔρωτος o anche γέλως γέλωτος e φῶς φωτός, si può dire che questo piccolo gruppo comprende nomi neutri, ossia comprende cose inanimate.
Dunque per il nominativo singolare dei neutri (si ricordi che nei neutri i nominativi, accusativi e vocativi sono uguali) col tema dentale in -οτ + ς della desinenza tipica del nominativo al singolare, l'incontro tra dentale e sibilante favorisce la caduta di ambedue, poiché la vocale tematica di -οτ non è considerata, altrimenti ci sarebbe confusione con il genitivo singolare che viene in -οτος.
Nella declinazione dei temi in dentale, nel dativo plurale, dove avviene sempre la contrazione della vocale tematica con il tema dentale, l'accento cerca di rispettare la posizione originaria del nominativo, ma non sempre, come nel caso dei nomi proparossitoni (accento sulla terzultima sillaba) ἐλέφας, il cui dativo plurale viene in ἐλέφᾱσῐ(ν).

#### Legge di Grassmann nei temi in dentale
Un esempio è κόρυς κόρυθος, dove al posto di avere un κόρυτος per il resto della declinazione, per legge dell'aspirazione di due occlusive aspirate (qui κ e τ) si trovano in sillabe contigue: κο + ρυ + τος, la prima perde l'aspirazione e diventa sorda: τ = θ.

#### Sottotemi dentali di -οντ: -δ e -τ/θ
Tornando al tema principale in -οντ, altre sottogategorie, oltre a quella per i neutri in -οτ, sono quelle dei temi in -X + δ e -τ/θ.
- X + δ dove la X rappresenta la vocale del tema, variabile da α a ι (es: ᾰ̓σπῐ́ς ᾰ̓σπῐ́δος, oppure λαμπάς λᾰμπᾰ́δος). I nomi riguardano sempre oggetti inanimati, tuttavia non hanno una declinazione neutra, e i fenomeni di spostamento dell'accento nel nominativo sull'ultima sillaba non devono indurre a confondere un procedimento declinatorio delle parole ossitone (accento sempre sull'ultima sillaba nella declinazione) con i tipici fenomeni di posizione originaria, dell'accento quando c'è contrazione della consonante del tema (δ + ς nel nominativo singolare), e il rispetto delle regole della legge del trisillabismo.
- temi in -τ/θ: ossia nomi con tema in dentale sorda debole come il θ, che come si vedrà, nei secoli di normalizzazione della lingua greca, scomparirà lentamente portando alla contrazione delle vocali del tema e della desinenza. Es: κόρυς κόρυθος, oppure κέρας κέρατος.

#### Temi in dentale con caduta di -σ intervocalico e contrazione
A partire dal VI secolo a.C., alcuni nomi dei temi in dentale, con il -τ/θ piuttosto debole, videro con gli anni la normalizzazione dei temi in cui c'era la caduta della consonante dentale -οτ. Già nel nominativo ad es. κέρας (cioè formatosi da *κερα + τς : consonante del tema dentale + desinenza del nominativo singolare), nel procedimento, la dentale -τ cade con il sigma -ς della desinena del nominativo singolare. Caduta di -τ in questi fenomeni di normalizzazione avviene anche nel resto della declinazione, sicché ad es. nel genitivo κέρατος la vocale temativa α va a contrarre con ο della desinenza tipica -οτος = κερώς. Questo fenomeno di contrazione estrema era presente presso i poeti antichi come Omero ed Esiodo, poiché si pensa che i temi in origine avevano un -σ intervocalico: *κερα + σ + ος (desinenza del genitivo singolare), con cadiuta di sigma intervocalico, le due vocali rimaste contraggono in ω. E dunque per analogia alla declinazione dei temi in dentale in -οτ, questo gruppo di nomi contratti, venne aggiunta la dentale sorda -τ per una declinazione più regolare.

#### Il tema in dentale -οτ e -οντ nel participio perfetto attivo dei verbi tematici
Per il participio attivo del perfetto, nella declinazione maschile e neutra si riscontra la presenza di due suffissi rispettivi di origini indeuropea, per i casi del genere maschile e il neutro, costituito dalla presenza di un sigma intervocalico al tema *-οσ (genere maschile) e *-οτ (genere neutro) con caduta di un originale digamma ϝ che corrisponde al suono semiconsonantico */w/, quindi maschile e neutro singolare del participio perfetto attivo originatosi da due proto-teme arcaici *-ϝοσ- e -ϝοτ-. Nel caso del nominativo e del neutro "attivi", a differenza degli altri participi attivi del presente, del futuro, dell' aoristo (solo aoristo II forte o tematico) e del futuro perfetto, in questo caso solo in alcuni specifici verbi coniugati nella forma attiva e non perifrastica (es. τνήσκω = τεθνήξω), il doppio tema usato per questi due generi è -ντ oppure -οντ, con la vocale tematica -ο/ε. E questa declinazione del participio attivo avviene "solamente" con i verbi tematici.
Tenendo presente la normale contrazione del nominativo singolare della vocale tematica del verbo -ο/ε con la desinenza tematica dentale -ντ (es: λύων [masch. sing.] e λύον [neutr. sing.] = *λυ + ο vocale tematica soggetta ad apofonia + ντ = caduta di τ, consonante dentale debole, in finale di parola, soggetta a scomparire per i fenomeni di contrazione, come nel caso del nominativo singolare del participio attivo dei verbi tematici (es. λῡ́ουσᾰ = *λυ + ο [vocale tematica] + ντ + originario suffisso indueropeo *ja [nel greco jα con alfa breve per questioni di legge del trisillabismo] = caduta di ν davanti al nuovo composto -σα < dalla fusione di j + τ = -σ + la vocale α della desinenza della I declinazione femminile in α puro breve, per il participio femminile = *λυ + ου [con la caduta di ν del gruppo -ντ davanti al sigma creatosi dalla fusione suddetta -σα, c'è l'allungamento di compenso da -ο a -ου + spostamento di accento per questioni di legge del trisillabismo, che da acuto diventa circonflesso, essendo breve l'α della desinenza finale] + σα = λῡ́ουσᾰ).
Per la corretta declinazione al neutro del participio attivo singolare dei verbi tematici (presente, futuro, aoristo II, futuro perfetto), per differenziazione con il participio nominativo singolare del maschile (λύων), la formula è λύον: *λυ + ο (vocale tematica del tema verbale) + οντ, dove il τ finale cade perché in fine di parola; dunque per non avere confusioni e uguaglianze di declinazione col nominativo maschile singolare, poiché per caduta di consonante occorre allungare per compenso la vocale, la vocale -ο del tema apofonico certo che si allunga *λυ + ο lunga + ν, ma per legge della metatesi di Osthoff (poiché ad es. nel genitivo e nel dativo l'accento si sposta per la presenza di sillabe in più -οντος, -οντι), l'allungamento della quantità vocalica avviene nella vocale precedente, del tema verbale *λυ = λῦον, dove in sostanza, aumenta la quantità della -υ che da breve diventa lunga, e si allunga anche l'accento da acuto a circonflesso, poiché in posizione perispomena, essendo divenuta breve per metatesi la vocale -ο della desinenza -ον.
Da tenere presente, come nella formazione del participio attivo maschile al nominativo singolare, per questione della legge del trisillabismo e della regola di Osthoff sulla metatesi, l'accento non si sposti dalla sede originaria, altrimenti sarebbe venuto *λυῶν, violando le regole dei tre tempi in sillaba.
Tornando, per finire, al participio attivo, prendendo in esempio il verbo λύω nel participio presente, al maschile nominativo singolare la formula è *λυ + ο (vocale tematica tendente ad apofonia e allungamento o riduzione) + ντ (desinenza finale). Il τ cade perché in finale di parola, con caduta di una particella della sillaba, la vocale si allunga per compensare la mancanza, e per rispettare le regole della legge del trisillabismo, e quindi: *λυ + ω (ampliamento apofonico, non per contrazione di vocale con un'altra) + ν.
Il discorso, rivolto al participio perfetto attivo nel maschile e nel neutro, al nominativo singolare, per i verbi "tematici" i due suffissi originarie *ϝοσ (nominativo sing. maschile) e *ἔρως ἔρωτος o anche γέλως γέλωτος e φῶς φωτός in parte vede verificarsi gli stessi fenomeni di contrazione e allungamenti di compenso vocalido del participio in -οντ per i participi del presente, futuro, aoristo II e futuro perfetto. Soltanto che nel tema alternativo *ϝοσ il digamma che ha suono /w/ cade, e nei casi retti produce l'allungamento di compenso della vocale nel maschile nominativo singolare, proprio come nella declinazione coi temi in dentale neutri (ἔρως ἔρωτος o anche γέλως γέλωτος e φῶς φωτός).
- Genere maschile del participio perfetto attivo tematico: nel nominativo viene a cadere la lettera -σ di *-οσ, es: *λελυκ + digamma caduco + allungamento apofonico della vocale del suffisso ος + caduta di σ dello stesso suffisso = *λελυκ + ώ (vocale allungatasi apofonicamente con spostamento dell'accento per compenso) + ς della tipica desinenza del nominativo della III declinazione per i temi in dentale = λελυκώς λελυκότος (suffisso in -οτ con caduta di digamma iniziale e allungamento della vocale e spostamento dell'accento, così per il dativo ecc.[4].
  - Anche per gli altri tipi di perfetto, oltre al perfetto I debole, nel perfetto II forte o tematico e nel perfetto III atematico la regola è la stessa. Es: λελοιπώς λελοιπότος (perf. II di λείπω) e δεδιώς δεδιότος (perf. III di δέδια, da cui viene anche δείδω)[5].
- Genere neutro del participio perfetto attivo tematico: nella declinazione del neutro si usa il suffisso *ϝοτ-, e solo nel caso del nominativo, onde impedire casi di analogia con la III persona singolare dell'ottativo e del congiuntivo perfetto attivo, viene usato il suffisso *-ϝοσ-. Infatti il fenomeno fonetico e morfologico nei casi retti del neutro, è complementare a quello del nominativo singolare del maschile participio perfetto attivo; soltanto la vocale tematica -ο si allunga di quantità per legge della metatesi e del trisillabismo, ma non evolve apofonicamente, per non avere casi di uguaglianza con lo stesso nominativo singolare del maschile. Dunque, proprio seguendo le fasi come nella declinazione di un nominativo singolare dei sostantivi in dentale -οτ: λελυκός = λελυκ + οσ + ς (l'ultimo sigma è la desinenza del nominativo singolare) = λελυκ + ο lungo + σσ; cade un sigma, quindi per ridare la quantità alla sillaba c'è l'allungamenti di compenso vocalico, ma non apofonico, con spostamento dell'accento, facendo diventare la parola ossitona, come nel genere maschile singolare, senza però che l'accento da acuto evolva in circonflesso, per rispettare la legge del trisillabismo.

#### Temi in dentale sonora sigmatici
Quando i sostantivi terminano con il radicale in dentale sonora -δ, all'incontro con la consonante della desinenza -ς, creano sempre un nominativo sigmatico, come παῖς παιδός. Nominativo: *παι + δ + ς = caduta di dentale δ, allungamento di compenso del dittongo -αι e del relativo accento acuto a circonflesso, divenendo dunque, al nominativo singolare, un termine monosillabo perispomeno. Nel genitivo plurale è παίδων con abbreviamento dell'accento per metatesi e questioni della legge del trisillabismo, essendo l'ultima sillaba lunga, e ugualmente un arretramento avviene nel nominativo plurale, perché la desinenza -ες è breve per natura nei nominativi plurali della III declinazione, e dunque occorre l'arretramento dell'accento pr questioni della legge del trisillabismo.

#### Declinazione dei temi in dentale
Qui di séguito la declinazione del sostantivo maschile ἔρως, -ωτος, "amore".
|            | Singolare  | Duale        | Plurale       |
| Nominativo | ὁ ἔρως     | τὼ ἔρωτε     | οἱ ἔρωτες     |
| Genitivo   | τοῦ ἔρωτος | τοῖν ἐρώτοιν | τῶν ἐρώτων    |
| Dativo     | τῷ ἔρωτι   | τοῖν ἐρώτοιν | τοῖς ἔρωσι(ν) |
| Accusativo | τὸν ἔρωτα  | τὼ ἔρωτε     | τοὺς ἔρωτας   |
| Vocativo   | ὦ ἔρως     | ὦ ἔρωτε      | ὦ ἔρωτες      |

Sostantivi neutri:

Prima di affrontare questa categoria di sostantivi, è bene sapere che buona parte di essi presenta un suffisso μα derivato da uno indoeuropeo men/mon/mn, il cui grado zero mn ha dato vita al greco μα (terminazione dei casi retti singolari), con consonantizzazione della sonante n in α. In latino dal grado medio men si sono originati sostantivi della terza in nasale (cfr. ag-men, lu-men, car-men...etc.). Per i casi obliqui del singolare, il duale e il plurale, per ragioni eufoniche si è preferito aggiungere un ampliamento nt>τ (con caduta del n) alle normali desinenze. Ecco la flessione esemplificativa di σῶμα, σώματος
|            | Singolare   | Duale         | Plurale     |
| Nominativo | τὸ σῶμα     | τὼ σώματε     | τὰ σώματα   |
| Genitivo   | τοῦ σώματος | τοῖν σωμάτοιν | τῶν σωμάτων |
| Dativo     | τῷ σώματι   | τοῖν σωμάτοιν | τοῖς σώμασι |
| Accusativo | τὸ σῶμα     | τὼ σώματε     | τὰ σώματα   |
| Vocativo   | ὦ σῶμα      | ὦ σώματε      | ὦ σώματα    |

Esistono tuttavia rari nomi neutri il cui tema, di per sé in dentale, non aggiunge alcun suffisso: un esempio è il sostantivo γάλα, γάλακτος (in cui il nominativo presenta il tema puro con caduta, come spesso avviene in greco, delle mute in fine di parola), che, peraltro, è un singulare tantum.
La flessione è la seguente:
| Caso       | Singolare |
| ---------- | --------- |
| Nominativo | γάλα      |
| Genitivo   | γάλακτος  |
| Dativo     | γάλακτι   |
| Accusativo | γάλα      |
| Vocativo   | γάλα      |

Segue questa flessione, tra gli altri, anche il sostantivo μέλι, μέλιτος (anch'esso perdente la τ del tema).
Infine, un gruppo di non rari sostantivi presenta una discordanza tra casi retti del singolare e gli altri casi.
Tra questi, il sostantivo ἧπαρ,ἧπατος (=fegato, cfr."epatite"):
| Caso       | Singolare | Plurale | Duale   |
| ---------- | --------- | ------- | ------- |
| Nominativo | ἧπαρ      | ἥπατα   | ἥπατε   |
| Genitivo   | ἥπατος    | ἡπάτων  | ἡπάτοιν |
| Dativo     | ἥπατι     | ἣπασι   | ἡπάτοιν |
| Accusativo | ἧπαρ      | ἥπατα   | ἥπατε   |
| Vocativo   | ἧπαρ      | ἥπατα   | ἥπατε   |

Così si declinano anche i sostantivi στέαρ, στέατος (=grasso), φρέαρ (=pozzo), ἄλειφαρ (=unguento), ἦμαρ (=giorno), οὖθαρ (=seno, grappolo). Questi originariamente erano temi in ρ che hanno subito il consueto ampliamento nt.
Analogamente anche sostantivi come σκῶρ, σκατός (=sterco),ὕδωρ, ὕδᾰτος (=acqua) seguono la flessione di ἧπαρ,ἧπατος, ma presentano al retto singolare il grado forte della radice, secondo il fenomeno dell'apofonia qualitativa.
Invece i sostantivi come δόρυ, δόρατος (=lancia/nave) e γόνυ, γονατος (=ginocchio, cfr. latino genu, us) erano originariamente temi in vocale υ che però subisce il solito ampliamento nt>ατ, davanti al quale la υ si consonantizza in F (digamma), che cade.
- Precisazione generale: tutti i neutri, sia aggiungenti suffisso/i sia non, al dativo plurale perdono la dentale (cfr.μέλισι, σώμασι e δόρασι)

##### Particolarità
- Il sostantivo maschile παῖς, παιδός, "fanciullo", al genitivo plurale ha l'accento ritratto pur essendo monosillabico, mentre il vocativo singolare è semplicemente παῖ.
- Il sostantivo neutro οὖς, ὠτός, "orecchio", presenta la ου solamente al nominativo singolare, e prosegue la declinazione con ω.
- Il sostantivo maschile πούς, ποδός, "piede, zampa", presenta la ου solamente al nominativo singolare, e prosegue la declinazione con ο.
- Il sostantivo maschile ἄναξ, ἄνακτος, "padrone, signore" e quello femminile νύξ, νυκτός, "notte", al nominativo singolare non presentano come consonante finale una dentale, ma una gutturale, che si unisce alla desinenza sigmatica.
- Presentano uscite particolari ai casi diretti del singolare i sostantivi neutri γόνυ, -ατος, "ginocchio", δόρυ, -ατος, "lancia", ἧπαρ, -ατος, "fegato", ὄναρ, ὀνείρατος, "sogno", ὕδωρ, ὕδατος, "acqua" e φρέαρ, -ατος, "pozzo".
- Il sostantivo ὄρνῑς, "uccello, è metaplastico e presenta sia il tema ορνιϳ- (con la semiconsonante jod) sia il tema ορνιτ-
- Il sostantivo Ἄρτεμις, Artemide, ha il vocativo corrispondente al puro tema
- I sostantivi non ossitoni e non monosillabici in -ις all'accusativo plurale escono in -ι

##### Aggettivi in dentale
Esistono pochi aggettivi in dentale, a una o due terminazioni.
La flessione che presentano segue quella dei sostantivi. L'aggettivo a due uscite ἄχαρις, ἄχαρι presenta un nominativo maschile-femminile sigmatico e un neutro come puro tema
Gli aggettivi più comuni ad una uscita sono πένης, -ητος, "povero" e φυγάς, -άδος, "fuggitivo".

### Temi in nasale e dentale
I temi in nasale e dentale (uscita -ντ), si dividono in quattro gruppi:
- Temi in -αντ
- Temi in -εντ, che non contengono sostantivi
- Temi in -ινθ
- Temi in -οντ
- Temi in -υντ, che comprendono solo participi 
  - Temi in -υνθ

#### Temi in -αντ
I temi in -αντ sono esclusivamente maschili, con nominativo singolare sigmatico (e conseguente caduta della nasale + dentale) e vocativo singolare costituito dal puro tema.
Si illustra un esempio di declinazione con γίγας, -αντος, "gigante".
|            | Singolare    | Duale          | Plurale        |
| Nominativo | ὁ γίγας      | τὼ γίγαντε     | οἱ γίγαντες    |
| Genitivo   | τοῦ γίγαντος | τοῖν γιγάντοιν | τῶν γιγάντων   |
| Dativo     | τῷ γίγαντι   | τοῖν γιγάντοιν | τοῖς γίγασι(ν) |
| Accusativo | τὸν γίγαντα  | τὼ γίγαντε     | τοὺς γίγαντας  |
| Vocativo   | ὦ γίγαν      | ὦ γίγαντε      | ὦ γίγαντες     |

#### Temi in -εντ
I temi in -εντ sono costituiti solamente da aggettivi e participi, con nominativo singolare sigmatico (e conseguente caduta della nasale + dentale). Il vocativo corrisponde al puro tema privo della dentale finale.

#### Temi in -ινθ
I rari temi in -ινθ contengono pochi sostantivi, caratterizzati dalla particolare uscita in -νς.
Tra questi si elencano ἕλμινς, -ινθος, "verme" e πείρινς, -ινθος, "cesta di vimini".
Nel corso dell'evoluzione della lingua greca, questi termini hanno subìto la caduta della ν.
Il nominativo singolare è sigmatico, e il vocativo singolare è costituito del puro tema privo della θ.
|            | Singolare    | Duale          | Plurale           |
| Nominativo | ἡ ἕλμινς     | τὼ ἕλμινθες    | αἱ ἕλμινθες       |
| Genitivo   | τῆς ἕλμινθος | τοῖν ἑλμίνθοιν | τῶν ἑλμίνθων      |
| Dativo     | τῇ ἕλμινθι   | τοῖν ἑλμίνθοιν | ταῖς ἕλμι(ν)σι(ν) |
| Accusativo | τὴν ἕλμινθα  | τὼ ἕλμινθες    | τὰς ἕλμινθας      |
| Vocativo   | ὦ ἕλμιν      | ὦ ἕλμινθες     | ὦ ἕλμινθες        |

#### Temi in -οντ
I temi in -οντ sono formati da nomi esclusivamente maschili, alcuni aggettivi e numerosi participi.
I sostantivi hanno nominativo singolare asigmatico e apofonia, che provoca l'allungamento della vocale finale.
Il vocativo singolare oscilla tra le forme in vocale breve (puro tema) nei nomi baritoni e quelle in vocale lunga nei nomi ossitoni.
Nel dativo plurale la nasale e la dentale cadono, dando vita alla contrazione ου.
Di seguito è declinato λέων, -οντος, "leone".
|            | Singolare   | Duale         | Plurale        |
| Nominativo | ὁ λέων      | τὼ λέοντε     | οἱ λέοντες     |
| Genitivo   | τοῦ λέοντος | τοῖν λεόντοιν | τῶν λεόντων    |
| Dativo     | τῷ λέοντι   | τοῖν λεόντοιν | τοῖς λέουσι(ν) |
| Accusativo | τὸν λέοντα  | τὼ λέοντε     | τοὺς λέοντας   |
| Vocativo   | ὦ λέον      | ὦ λέοντε      | ὦ λέοντες      |

A ciò si aggiunge la particolare declinazione di ὀδούς/ὁδών, ὀδόντος, "dente, zanna", che presenta il nominativo sigmatico. Da notare anche il vocativo singolare.
|            | Singolare    | Duale         | Plurale        |
| Nominativo | ὁ ὀδούς/ὁδών | τὼ ὀδόντε     | οἱ ὀδόντες     |
| Genitivo   | τοῦ ὀδόντος  | τοῖν ὀδόντοιν | τῶν ὀδόντων    |
| Dativo     | τῷ ὀδόντι    | τοῖν ὀδόντοιν | τοῖς ὀδοῦσι(ν) |
| Accusativo | τὸν ὀδόντα   | τὼ ὀδόντε     | τοὺς ὀδόντας   |
| Vocativo   | ὦ ὀδών       | ὦ ὀδόντε      | ὦ ὀδόντες      |

#### Temi in -υντ
I temi in -υντ sono formati unicamente da participi presenti.
Sono perlopiù forme participiali di verbi in -μι con presente suffissale, come δείκνυμι, "mostro, dimostro" o σβέννυμι, "spengo".
Hanno nominativo singolare sigmatico, con caduta della nasale e della dentale, e apofonia, che provoca l'allungamento della vocale finale. Il nominativo singolare neutro è costituito dal puro tema privo della τ.
Il vocativo singolare e plurale di tutti i generi corrisponde al nominativo.
L'accento tende a rimanere nella sua originaria posizione lungo tutta la flessione, eccetto al genitivo plurale femminile, in cui si sposta sull'ultima sillaba diventando circonflesso (perispòmena).

#### Temi in -υνθ
Si noti la presenza dei rari temi in -υνθ, quale il nome di città Τίρυνς, -υνθος, "Tirinto", uno dei pochissimi a contenere la coppia di consonanti -νς.
Proveniente da una delle prime forme della lingua greca, nell'attico classico si è evoluto in Τίρῡς, andando ad allungare la vocale υ e facendo scomparire la ν.
Il nominativo è sigmatico, mentre il vocativo presenta il puro tema privato della θ.
È sotto riportata la declinazione del termine.
|            | Singolare    |
| Nominativo | ἡ Τίρυνς     |
| Genitivo   | τῆς Τίρυνθος |
| Dativo     | τῇ Τίρυνθι   |
| Accusativo | τὴν Τίρυνθα  |
| Vocativo   | ὦ Τίρυν      |

### Temi in liquida
Si tratta di nomi maschili, femminili e neutri, con puro tema terminante in λ o ρ. Si usa il termine "liquida" in riferimento al fatto che i sostantivi con i temi caratterizzati dalle consonanti λ-ρ e nasali μ-ν sono soggetti a frequentissimi cambiamenti consonantici durante la declinazione, per la "liquidità", ossia malleabilità di tali consonanti λ-ρ e μ-ν nell'alfabeto greco, nel fondersi con le altre consonanti del radicale o delle desinenze. Nello specifico le consonanti mute.
Al nominativo singolare la maggior parte di essi allunga la vocale predesinenziale, ossia prima della desinenza, per apofonia. Nella declinazione regolare dei temi in liquida -λ, esiste l'attestazione del solo termine ἅλς

#### Temi in λ
L'unico tema in λ attestato è ἅλς, ἁλός, "sale", "mare" (al plurale "facezie"), declinato qui sotto. Il termine vuole dire sia "sale" che "mare" in quanto indica qualcosa di salato, come lo stesso mare. Ovviamente questo oltre a un termine in liquida, è anche sigmatico, come si vede dall'uscita del nominativo singolare, desinenza che si vede anche nel dativo plurale uscente in -σί, quindi una parola ossitona.
|            | Singolare | Plurale      |
| Nominativo | ὁ ἁλς     | οἱ ἅλες      |
| Genitivo   | τοῦ ἁλός  | τῶν ἁλῶν     |
| Dativo     | τῷ ἁλί    | τοῖς ἅλσί(ν) |
| Accusativo | τὸν ἅλα   | τοὺς ἅλας    |
| Vocativo   | ὦ ἁλς     | ὦ ἅλες       |

#### Temi in ρ
Per i sostantivi in ρ, il nominativo singolare è asigmatico e l'ultima vocale del tema è allungata. Tuttavia non sono sempre apofonici in tutta la flessione: i sostantivi asigmatici regolari hanno l'apofonia solamente nel nominativo, per il resto no.
Il vocativo singolare è dato dal puro tema.
Per quanto riguarda alcuni sostantivi, come σωτήρ, -ῆρος, "salvatore", la vocale lunga viene conservata in tutti i casi. 
Sotto sono elencate le declinazioni di sostantivi di vario genere.
Il primo termine è il femminile θήρ, θηρός, "fiera, belva". Tutti i sostantivi composti di θήρ hanno la vocale del radicale non apofonica, in quanto è sempre stata lunga in -η (non era come si è pensato una -ε allungatasi apofonicamente). Infatti le parole di questo gruppo di liquide, con il radicale in -θερ indicano un significato completamente diverso.
Tuttavia ci sono eccezioni, per cui di ogni sostantivo di questo gruppo, occorre controllarne il radicale originario. Nel caso di αἰθήρ αἰθέρος, la vocale tematica è breve: ε, e quindi l'alternanza apofonica nella declinazione varia a seconda della posizione nell'accento nella penultima sillaba, e in relazione alla quantità lunga o breve della vocale della desinenza (la vocale è lunga η nel nominativo e vocativo singolare); da altri casi come il sostantivo σωτήρ (salvatore) bisillabo, sempre in relazione a rispettare le norme della legge del trisillabismo e le quantità vocaliche, se l'ultima vocale sillabica è breve, l'accento sarà circonflesso (si veda l'accusaitvo singolare del sostantivo), per "legge sotèra" o del trocheo finale (metricamente - U).
|            | Singolare | Duale       | Plurale    |
| Nominativo | ἡ θήρ     | τὼ θῆρε     | αἱ θῆρες   |
| Genitivo   | τῆς θηρός | τοῖν θηροῖν | τῶν θηρῶν  |
| Dativo     | τῇ θηρί   | τοῖν θηροῖν | ταῖς θηρσί |
| Accusativo | τὴν θῆρα  | τὼ θῆρε     | τὰς θῆρας  |

Di séguito è invece declinato il sostantivo maschile ῥήτωρ, -ορος, "oratore".
|            | Singolare   | Duale         | Plurale      |
| Nominativo | ὁ ρήτωρ     | τὼ ρήτορε     | οἱ ρήτορες   |
| Genitivo   | τοῦ ρήτορος | τοῖν ρητόροιν | τῶν ρητόρων  |
| Dativo     | τῷ ρήτορι   | τοῖν ρητόροιν | τοῖς ρήτορσι |
| Accusativo | τὸν ρήτορα  | τὼ ρήτορε     | τοὺς ρήτορας |
| Vocativo   | ὦ ρῆτορ     | ὦ ρήτορε      | ὦ ρήτορες    |

In ultimo, il sostantivo neutro ἦτορ, -ορος, "cuore".
|            | Singolare  | Duale        | Plurale     |
| Nominativo | τὸ ἦτορ    | τὼ ἤτορε     | τὰ ἤτορα    |
| Genitivo   | τοῦ ἤτορος | τοῖν ἠτόροιν | τῶν ἠτόρων  |
| Dativo     | τῷ ἤτορι   | τοῖν ἠτόροιν | τοῖς ἤτορσι |
| Accusativo | τὸ ἦτορ    | τὼ ἤτορε     | τὰ ἤτορα    |

##### Particolarità
- Il neutro ἔαρ, ἔαρος, "primavera", accanto alle forme regolari, al genitivo e al dativo singolare presenta anche le forme contratte ἦρος ed ἦρι (con nominativo ἦρ), proprie dell'attico antico.
- Il sostantivo maschile μάρτυς, -υρος, "testimone", presenta la caduta della ρ al nominativo singolare e al dativo plurale (μάρτυσι).
- Il neutro πῦρ, πυρός, "fuoco" al singolare segue la terza declinazione, mentre al plurale la seconda.
- Il femminile χείρ, χειρός, "braccio, mano", perde la ι al dativo plurale e duale (χερσί, χεροῖν).

Esistono un gruppo di sostantivi neutri in liquida, il cui radicale proviene da un originario indoeuropeo *r̥ sonante, solo per il nominativo e vocativo singolare; per gli altri casi della declinazione, il tema indeuropeo originario si è evoluto in *n°t. E si sa che il n° sonante posto in relazione con vocale del radicale, si vocalizza; nella questione di tali gruppi fi sostantivi in liquida irregolare, il tema evolve in -ᾰτ; e la declinazione per analogia segue quella dei temi in dentale.
Questo fenomeno riguarda certi sostantivi neutti irregolari come ἧπαρ ἥπᾰτος (fegato), oppure δόρυ δόρατος, γόνυ γόνατος (*γον + digamma originario che cade + *ṇτ [evoluzione in -ατ] + oς = *γον + ατ + oς; o ancora il sostantivo ῠ̔́δωρ ῠ̔́δᾰτος.
Da questi due temi originari indeuropei: *r° per i casi retti (nominativo, accusativo e vocativo singolare neutro) e *n°t poi evoluto e declinato per analogia coi temi in dentale, si ha questo sottogruppo di temi in consonante liquida.

#### Temi in ρ con apofonia
I temi in ρ apofonici sono sei, tutti caratterizzati da diversi fenomeni che comportano il mutamento delle vocale che precede l'uscita. Essi sono principalmente termini di parentela: πατήρ, πατρός, "padre", μήτηρ, μητρός, "madre", γαστήρ, γαστρός, "ventre", ἀστήρ, ἀστέρος, "stella", θυγάτηρ, θυγατρός, "figlia", ἀνήρ, ἀνδρός, "uomo, marito".
I gradi apofonici che essi mostrano sono tre:
- Il grado zero o debole nel dativo plurale, in cui si trasforma in alfa; inoltre tutti i nomi tranne ἀστήρ hanno grado zero, ma con scomparsa di vocale, nel genitivo e dativo singolare.
- Il grado normale o medio nell'accusativo e vocativo singolare, nel duale e in tutti i casi del plurale tranne il dativo, con vocale epsilon; ἀστήρ ha grado medio anche nel genitivo e dativo singolare; per ἀνήρ vedi più avanti.
- Il grado forte nel nominativo singolare, dove la vocale è allungata in eta.

Al vocativo tutti i sostantivi ritraggono l'accento quanto più possibile: θυγάτηρ ha quindi il vocativo θύγατερ.
Di seguito sono declinati due sostantivi, il maschile πατήρ, πατρός, "padre" e quello femminile μήτηρ, μητρός, "madre".
|            | Singolare  | Duale         | Plurale         |
| Nominativo | ὁ πατήρ    | τὼ πατέρε     | οἱ πατέρες      |
| Genitivo   | τοῦ πατρός | τοῖν πατέροιν | τῶν πατέρων     |
| Dativo     | τῷ πατρί   | τοῖν πατέροιν | τοῖς πατράσι(ν) |
| Accusativo | τὸν πατέρα | τὼ πατέρε     | τοὺς πατέρας    |
| Vocativo   | ὦ πάτερ    | ὦ πατέρε      | ὦ πατέρες       |

|            | Singolare  | Duale         | Plurale        |
| Nominativo | ἡ μήτηρ    | τὼ μητέρε     | αἱ μητέρες     |
| Genitivo   | τῆς μητρός | τοῖν μητέροιν | τῶν μητέρων    |
| Dativo     | τῇ μητρί   | τοῖν μητέροιν | ταῖς μητράσι(ν |
| Accusativo | τὴν μητέρα | τὼ μητέρε     | τὰς μητέρας    |
| Vocativo   | ὦ μῆτερ    | ὦ μητέρε      | ὦ μητέρες      |

##### Particolarità
- Il sostantivo maschile ἀνήρ, ἀνδρός, "uomo, marito" mostra in tutti i casi, tranne al nominativo e vocativo singolare, il tema debole ἀνδρ, con l'aggiunta di una δ per epentesi. Infatti occorreva una consonante che rendesse il termine pronunciabile, tanto che i poeti hanno trovato delle soluzioni, come nel caso di Omero, che usa ἀνέρος, sostituendo la consonante dentale δ con la vocale breve. Infatti il genitivo singolare, se non fosse stata aggiunta la δ, sarebbe venuto *ανρός, risultando cacofonico, di cattivo ascolto all'orecchio, e per vicinanza di nasale + liquida -ρ, proprio per la sua stessa "malleabilità", sarebbe potuto divenire *αρρός, facendo perdere al nome il suo aspetto originario. I Greci consideravano in una parola i due suoni -νρ come identici (e quindi anche a rischio fusione), e si cercava di separarli per farli sentire correttamente; come in questo caso di epentesi, dunque essi inserirono una consonante sonora o una vocale.

Se in una parola dovesse esserci μ + ρ, la fusione verterrebbe a favore di ρ, μ è una labiale; in questo caso gli Attici hanno scelto come consonante di mezzo β, imponendola nella lingua greca (es: ἄμβροτος). Quindi si ha la declinazione:
|            | Singolare  | Duale        | Plurale      |
| Nominativo | ὁ ἀνήρ     | τὼ ἄνδρε     | οἱ ἄνδρες    |
| Genitivo   | τοῦ ἀνδρός | τοῖν ἀνδροῖν | τῶν ἀνδρῶν   |
| Dativo     | τῷ ἀνδρί   | τοῖν ἀνδροῖν | τοῖς ἀνδράσι |
| Accusativo | τὸν ἄνδρα  | τὼ ἄνδρε     | τοὺς ἄνδρας  |
| Vocativo   | ὦ ἄνερ     | ὦ ἄνδρε      | ὦ ἄνδρες     |

- Il nome proprio Δημήτηρ, "Demetra" ha sempre grado debole, tranne che al nominativo e al vocativo, e ritrae l'accento in tutta la flessione.

Viene quindi declinato in tal modo:
|            | Singolare |
| Nominativo | Δημήτηρ   |
| Genitivo   | Δήμητρος  |
| Dativo     | Δήμητρι   |
| Accusativo | Δήμητρα   |
| Vocativo   | Δήμητερ   |

##### Aggettivi
Esistono solamente pochi aggettivi in liquida e possono avere due o tre terminazioni.
- Gli aggettivi a due terminazioni (maschile e femminile, neutro) sono spesso composti.
- L'unico aggettivo esistente a tre terminazioni è μάκαρ, -αιρα, -αρ, "felice, beato".

La loro flessione corrisponde a quella dei sostantivi, e il nominativo corrisponde al puro tema.
Per quanto riguarda il femminile μάκαιρα, esso va declinato come un sostantivo della prima declinazione con α breve puro:
| Femminile  | Singolare | Duale     | Plurale   |
| Nominativo | μάκαιρα   | μακαίρα   | μάκαιραι  |
| Genitivo   | μακαίρας  | μακαίραιν | μακαιρῶν  |
| Dativo     | μακαίρᾳ   | μακαίραιν | μακαίραις |
| Accusativo | μάκαιραν  | μακαίρα   | μακαίρας  |
| Vocativo   | μάκαιρα   | μακαίρα   | μάκαιραι  |

### Temi in nasale
Si tratta di nomi maschili e femminili con tema in -μ/ν, o con puro tema terminante in ν.
Al nominativo e vocativo singolare la maggior parte di essi allunga la vocale predesinenziale, ossia prima della desinenza, per apofonia.
I sostantivi in -ιν non mostrano allungamento organico e hanno il nominativo sigmatico (per esempio δελφίς, -ίνος, "delfino").
Fra i temi in nasale si verifica inoltre un fenomeno analogo a quello dei temi in -ρ: i nomi ossitoni hanno nominativo e vocativo identici, mentre i baritoni hanno nel vocativo il puro tema. Al dativo plurale si verifica la caduta della nasale.
Di seguito sono declinati alcuni sostantivi. Il primo è un maschile ossitono, ἡγεμών, -όνος, "comandante, condottiero".
|            | Singolare    | Duale          | Plurale         |
| Nominativo | ὁ ἡγεμών     | τὼ ἡγεμόνε     | οἱ ἡγεμόνες     |
| Genitivo   | τοῦ ἡγεμόνος | τοῖν ἡγεμόνοιν | τῶν ἡγεμόνων    |
| Dativo     | τῷ ἡγεμόνι   | τοῖν ἡγεμόνοιν | τοῖς ἡγεμόσι(ν) |
| Accusativo | τὸν ἡγεμόνα  | τὼ ἡγεμόνε     | τοὺς ἡγεμόνας   |

Sotto il sostantivo maschile baritono δαίμων, -ονος, "demone, divinità".
|            | Singolare    | Duale          | Plurale         |
| Nominativo | ὁ δαίμων     | τὼ δαίμονε     | οἱ δαίμονες     |
| Genitivo   | τοῦ δαίμονος | τοῖν δαιμόνοιν | τῶν δαιμόνων    |
| Dativo     | τῷ δαίμονι   | τοῖν δαιμόνοιν | τοῖς δαίμοσι(ν) |
| Accusativo | τὸν δαίμονα  | τὼ δαίμονε     | τοὺς δαίμονας   |
| Vocativo   | ὦ δαῖμον     | ὦ δαίμονε      | ὦ δαίμονες      |

Per i temi in -ιν è declinato il maschile δελφίς, -ίνος, "delfino".
|            | Singolare    | Duale          | Plurale         |
| Nominativo | ὁ δελφίς     | τὼ δελφῖνε     | οἱ δελφῖνες     |
| Genitivo   | τοῦ δελφῖνος | τοῖν δελφίνοιν | τῶν δελφίνων    |
| Dativo     | τῷ δελφῖνι   | τοῖν δελφίνοιν | τοῖς δελφῖσι(ν) |
| Accusativo | τὸν δελφῖνα  | τὼ δελφῖνε     | τοὺς δελφῖνας   |
| Vocativo   | ὦ δελφίς     | ὦ δελφῖνε      | ὦ δελφῖνες      |

#### Particolarità
Gli unici nomi che conservano l'antica declinazione apofonica dei temi in nasale sono κύων, κυνός, "cane, cagna” e ἀρήν, ἀρνός, "agnello".
- ἀρήν, sostantivo disusato nell'antica lingua greca, è stato sostituito con ἀρνός, -οῦ, che segue la seconda declinazione.

|            | Singolare | Duale       | Plurale        |
| Nominativo | ὁ ἀρήν    | τὼ ἄρνε     | οἱ ἄρνες       |
| Genitivo   | τοῦ ἀρνός | τοῖν ἀρνοῖν | τῶν ἀρνῶν      |
| Dativo     | τῷ ἀρνί   | τοῖν ἀρνοῖν | τοῖς ἀρνάσι(ν) |
| Accusativo | τὸν ἄρνα  | τὼ ἄρνε     | τοὺς ἄρνας     |

- κύων ha la particolarità di non presentare forme in grado medio, ma solo di grado forte (al nominativo) e grado zero o debole in tutti gli altri casi.

|            | Singolare | Duale       | Plurale      |
| Nominativo | ὁ κύων    | τὼ κύνε     | οἱ κύνες     |
| Genitivo   | τοῦ κυνός | τοῖν κυνοῖν | τῶν κυνῶν    |
| Dativo     | τῷ κυνί   | τοῖν κυνοῖν | τοῖς κυσί(ν) |
| Accusativo | τὸν κύνα  | τὼ κύνε     | τοὺς κύνας   |

##### Aggettivi
Esistono alcuni aggettivi a due terminazioni e pochi a tre, con flessione identica a quella dei sostantivi.
- Gli aggettivi a due terminazioni hanno solitamente l'uscita in -ων e -ον oppure -ην ed -εν.
- Gli aggettivi a tre terminazioni, al femminile, seguono la prima declinazione in -α impuro.

### Temi in sibilante
I temi in sibilante continuano una declinazione ereditata diffusamente da numerose sottofamiglie linguistiche dell'indoeuropeo.
La maggior parte dei sostantivi è di genere neutro, ma non mancano maschili (per lo più nomi propri di persona) e femminili.
I nomi in sibilante elidono il sigma -σ, poiché in posizione intervocalica, e si verifica la contrazione fra le vocali della radice e quelle delle desinenze. Nel dativo plurale, inoltre, il gruppo -σσ- (primo sigma appartenente al tema, il secondo alla desinenza) passa a -σ- (semplificazione delle geminate). C'è alternanza di due gruppi di nomi: quelli neutri con alternanza timbrica -ο nei casi retti, e negli altri casi con l'alternanza timbrica in -ε.

#### Temi in -ες
I temi in -ες sono prevalentemente neutri, con la presenza di alcuni nomi propri maschili e un solo nome comune femminile. Tra questi temi si ricorda γένος, di cui sigma finale fa parte del tema stesso, e non è la classica desinenza del nominativo -ς, essendo appunto un termine neutro.

##### Nomi neutri
I neutri in -ες sono caratterizzati da apofonia qualitativa; nei casi diretti del singolare presentano infatti la terminazione -ος, che è la radice pura al grado forte dell'apofonia.
Sotto è illustrata la declinazione del sostantivo γένος, -ους, "genere, stirpe" (con alternanza timbrica -ο/ε; ad esempio per il nominativo e vocativo singolare la vocale timbrica è ο). Il tema del nominativo singolare è quello che dunque si vede; per gli altri casi del genitivo, dativo ecc singolari e plurali, e del nominativo, accusativo e vocativo plurali, la formula è: radicale γεν + ε (vocale timbrica per gli altri casi a differenza del nom.-voc. sing.) + desinenza. Ad esempio nel genitivo singolare è *γενε + σ intervocalico originario + desinenza -ος = γένεσος = caduta di sigma e contrazione delle vocali, senza che l'accento si sposti per questioni di legge del trisillabismo = γένους. Nel genitivo plurale invece per contrazione con vocale lunga -ω della desienza -ων, anche l'accento si sposta, ed evolve in circonflesso = γενῶν.
|            | Singolare  | Duale         | Plurale        |
| Nominativo | τὸ γένος   | τὼ γένει/γένη | τὰ γένη        |
| Genitivo   | τοῦ γένους | τοῖν γενοῖν   | τῶν γενῶν      |
| Dativo     | τῷ γένει   | τοῖν γενοῖν   | τοῖς γένεσι(ν) |
| Accusativo | τὸ γένος   | τὼ γένει/γένη | τὰ γένη        |

##### Nomi maschili
I sostantivi maschili sono esclusivamente nomi propri di persona.
Al nominativo singolare i nomi presentano, per alternanza quantitativa, l'allungamento della vocale predesinenziale.
Il vocativo singolare corrisponde al puro tema, con l'accento ritratto.
A causa della presenza della sigma intervocalica, le uscite subiscono le contrazioni sopra enunciate.
Di seguito è declinato il nome proprio Σωϰράτης, -ους, "Socrate".
|            | Singolare            |
| Nominativo | ὁ Σωκράτης           |
| Genitivo   | τοῦ Σωκράτους        |
| Dativo     | τῷ Σωκράτει          |
| Accusativo | τὸν Σωκράτη/Σωκράτην |
| Vocativo   | ὦ Σώκρατες           |

###### Particolarità
I nomi propri maschili in -ϰλῆς hanno una declinazione particolare, poiché derivano da un'antica forma con ϝ.
Come dimostrazione viene declinato il nome Ἡραϰλῆς, -έους, "Eracle".
|            | Singolare      |
| Nominativo | Ἡραϰλῆς        |
| Genitivo   | Ἡραϰλέους      |
| Dativo     | Ἡραϰλεῖ        |
| Accusativo | Ἡραϰλέα/Ἡραϰλῆ |
| Vocativo   | Ἡράϰλεις       |

##### Nomi femminili
Esiste un solo sostantivo femminile, talora inteso anche come aggettivo, ossia τριήρης, -ους, "trireme".
Presenta, come per i nomi maschili, l'allungamento della vocale predesinenziale per alternanza quantitativa e le contrazioni fra vocali.
Il vocativo coincide con il puro tema.
Da notare che al genitivo plurale e duale e al dativo duale l'accento è ritratto, a differenza di quanto avviene per gli altri sostantivi in sibilante.
|            | Singolare    | Duale             | Plurale          |
| Nominativo | ἡ τριήρης    | τὼ τριήρει/τριήρη | αἱ τριήρεις      |
| Genitivo   | τῆς τριήρους | τοῖν τριήροιν     | τῶν τριήρων      |
| Dativo     | τῇ τριήρει   | τοῖν τριήροιν     | ταῖς τριήρεσι(ν) |
| Accusativo | τὴν τριήρη   | τὼ τριήρει/τριήρη | τὰς τριήρεις     |
| Vocativo   | ὦ τριῆρες    | ὦ τριήρει/τριήρη  | ὦ τριήρεις       |

##### Aggettivi
Gli aggettivi in -ες sono unicamente a due terminazioni e in gran parte ossitoni.
La declinazione dei maschili e femminili corrisponde a quella dei sostantivi. Quella dei neutri differisce da quella dei sostantivi solo per l'assenza dell'apofonia quantitativa ai casi retti del singolare, con normale esito -ες invece che -ος.

#### Temi in sibilante in -ας
I temi in -ας sono esclusivamente neutri, e sono tra i più anticamente attestati, di questo genere.
I casi retti del singolare sono caratterizzati dal puro tema, quindi l'α non subisce variazioni apofoniche, e inoltre non sono sigmatici, perché il sigma finale -ς fa parte dello stesso tema. Alcuni sostantivi presentano doppia uscita, una in sibilante e l'altra in dentale.
Viene declinato il sostantivo ϰέρας, -ως/ατος, "corno, ala dell'esercito".
|            | Singolare         | Duale               | Plurale           |
| Nominativo | τὸ ϰέρας          | τὼ ϰέρα/ϰέρατε      | τὰ ϰέρα/ϰέρατα    |
| Genitivo   | τοῦ ϰέρως/ϰέρατος | τοῖν ϰερῷν/κεράτοιν | τῶν ϰερῶν/ϰεράτων |
| Dativo     | τῷ ϰέρᾳ/ϰέρατι    | τοῖν ϰερῷν/ϰεράτοιν | τοῖς ϰέρασι(ν)    |
| Accusativo | τὸ ϰέρας          | τὼ ϰέρα/ϰέρατε      | τὰ ϰέρα/ϰέρατα    |

Per quanto riguarda alcuni temi in -ας come κέρας, dal VI secolo a.C. alcuni di questi fubirono una normalizzazione per analogia, vebendo declinati come dei nomi con tema in dentale -τος, per cui in alcune declinazioni tarde, il genitivo di κέρας è κέρατος.

#### Temi in -ος
I temi in -ος sono pochi nomi maschili e femminili di numero unicamente singolare, e non sono apofonici nel radicale, se non al nominativo (diversamente da γένος): i maschili sono γέλως, "risata", ἱδρώς, "sudore", χρώς, "pelle" (può anche essere declinato come un nome in dentale, χρώς, χρωτός); i femminili sono αἰδώς, -οῦς, "pudore" ed ἠώς, -οῦς, "aurora, oriente" (quest'ultimo è stato sostituito da ἕως, ἕω, facente parte della declinazione attica). 
Il nominativo singolare è caratterizzato da apofonia, che allunga la vocale predesinenziale. Il vocativo non è uguale al nominativo, mantenendo il puro tema per distinguersi.
È declinato ἠώς, -οῦς, "aurora, oriente".
|            | Singolare |
| Nominativo | ἡ ἠώς     |
| Genitivo   | τῆς ἠοῦς  |
| Dativo     | τῇ ἠοῖ    |
| Accusativo | τὴν ἠῶ    |

Nella declinazioni dei temi in -ες e in dittongo, gli incontri vocalici sono frequentissimi, per caduta di sigma intervocalico tra la vocale del radicale e la vocale iniziale della desinenza. Le desinenze infatti sono, contando il sigma intervocalico che le precede:
Singolare e plurale
- - Nominat. -ς / -ες
  - Gen. -ος / ων
  - Dat. -ι / -σι(ν)
  - Acc. m° sinante indeuropea che in questo caso si vocalizza / m°ς
  - Voc. puro tema senza apofonia sia in singolare che plurale

Dalla caduta del sigma intervocalico, ci sono le varie fusioni della vocale tematica + vocale iniziale di desinenza + fenomeni di spostamento o allungamento dell'accento da acuto a circonflesso.

## Temi in vocale
I temi in vocale della terza declinazione possono presentare due uscite, in -ι o in -υ.
Essi si dividono in due gruppi:
- Temi senza apofonia, con vocale predesinenziale debole
- Temi con apofonia, che alternano vocali predesinenziali diverse fra loro

### Temi senza apofonia
I temi senza apofonia sono costituiti prevalentemente da sostantivi maschili, femminili e neutri in -υ, con una minoranza in -ι, che conservano la vocale debole per tutta la declinazione.
Maschili e femminili hanno nominativo singolare sigmatico e accusativo singolare in -ν.
Si noti anche che l'accusativo maschile e femminile plurale esce in -ς, esito di cadute.
Sotto è declinato il maschile/femminile οἶς, οἰός, "pecora", anticamente scritto ὄϝις (si noti presenza di un ϝ intervocalico che è caduto e la somiglianza con l'ovis latino).
|            | Singolare    | Duale      | Plurale           |
| Nominativo | ὁ/ἡ οἶς      | τὼ οἶε     | οἱ/αἱ οἶες        |
| Genitivo   | τοῦ/τῆς οἰός | τοῖν οἰοῖν | τῶν οἰῶν          |
| Dativo     | τῷ/τῇ οἰΐ    | τοῖν οἰοῖν | τοῖς/ταῖς οἰσί(ν) |
| Accusativo | τὸν/τὴν οἶν  | τὼ οἶε     | τοὺς/τὰς οἶς      |
| Vocativo   | ὦ οἶ         | ὦ οἶε      | ὦ οἶες            |

Per quanto riguarda i temi in -υ è declinato ἰχθύς, -ύος "pesce".
|            | Singolare  | Duale        | Plurale        |
| Nominativo | ὁ ἰχθύς    | τὼ ἰχθύε     | οἱ ἰχθύες      |
| Genitivo   | τοῦ ἰχθύος | τοῖν ἰχθύοιν | τῶν ἰχθύων     |
| Dativo     | τῷ ἰχθύϊ   | τοῖν ἰχθύοιν | τοῖς ἰχθύσι(ν) |
| Accusativo | τὸν ἰχθύν  | τὼ ἰχθύε     | τοὺς ἰχθῦς     |
| Vocativo   | ὦ ἰχθύ     | ὦ ἰχθύε      | ὦ ἰχθύες       |

#### Particolarità
- La parola ἰχθύς, in maiuscolo ΙΧΘΥΣ, è un acronimo dietro al simbolo cristiano del pesce, cioè:

Ne sono state trovate svariate testimonianze risalenti all'epoca delle persecuzione dei cristiani nell'impero romano (I-IV secolo).
Era utilizzato per nascondere il messaggio religioso, così che le autorità pagane non potessero riconoscere i fedeli cristiani.
- Il neutro δάϰρυ, -υος "lacrima è attestato solo al caso nominativo plurale (δάϰρυα) e al dativo plurale (δάϰρυσι). Per declinarlo completamente si utilizza δαϰρύον, -ου, della seconda declinazione.

### Temi con apofonia
I temi con apofonia sono costituiti da sostantivi e aggettivi di ogni genere.
Sono caratterizzati da apofonia, che alterna fra loro vocali predesinenziali diverse (la -ι e la -υ restano nei casi retti del singolare, mentre negli altri casi sono sostituite dalla -ε).

#### Temi in vocale breve -ι
I temi in -ι breve sono prevalentemente femminili e a volte presentano, come già affermato, il fenomeno dell'apofonia (da ι passano a ε che è il risultato di un'abbreviazione per legge di Osthoff del grado allungato η, come si vedrà ad es. in πόλις). Non sempre l'apofonia è presente, come nel caso del sostantivo ὄϊς ὄϊος (pecora), generatosi dal tema originario in *οϝι (radicale analogo al latino "ovis" per ovino, avendo il digamma il valore vocalico di /w/); qui il digamma scompare senza lasciare traccia, e senza influenzare il fenomeno vocalico e della posizione dell'accento, rendendo la declinazione regolare. Nei sostantivi con tema apofonico in -ι, cioè πόλις e ὕβρις, l'alternanza vocalica apofonica -ι/ε avviene solo nei casi retti del singolare (nominativo, accusativo e vocativo), per il resto c'è l'ε. Dall'antico caso locativo (scomparso poi nel greco, che aveva origine ideuropea) di πόληι rintracciato in Omero, si ricava il genitivo singolare antico che, insieme agli altri casi, non aveva ancora subito la riduzione quantitaviva per legge di Osthoff, ossia πόληος = πόλεως con metatesi per Osthoff.
Nel duale del nominativo-accusativo-vocativo, e del nominativo plurale, dei temi in -ι, prendendo sempre in esempio πόλις, avviene l'incontro della vocale -ι del radicale con un originario *j intervocalico, prima di unirsi alla desinenza breve -ες = *πολι + evoluzione di ι in ε davanti a j + ες = caduta di j intervocalico e allungamento in dittongo -ει per contrazione di ε + ε della vocale tematica + vocale di desinenza = *πολε + ες = πόλεις, dove l'accento rimane in posizione originaria per non violare, nel caso si fosse spostato evolvendo da acuto in circonflesso, le regole dei tre tempi della legge del trisillabismo. Uguale fenomeno di contrazione delle vocali avviene nell'accusativo plurale, dove si ha πόλεις: *πολ + ε (vocale tematica apofonica evoluta di grado da -ι) + n°ς, ossia la desinenza arcaica indeuropea della n sonante, che in posizione intervocalica cade senza trasformarsi, provocando l'allungamento di compenso di -ε in -ει = πολε + νς = caduta di ν + allungamento vocalico in dittongo = πόλεις.
La declinazione dei temi in -ι breve viene presa a modello per analogia dalle declinazioni di altri temi in vocale, come in -υ breve oppure in -ου.
Maschili e femminili hanno nominativo singolare sigmatico che finisce in -ς.
I casi retti del plurale di ciascun genere (per questo si vedano anche gli aggettivi della II classe) presentano la medesima uscita a séguito di varie contrazioni con l'antica lettera j: ε + j = allungamento in -ει nel nominativo, accusativo e vocativo plurale.
La metatesi quantitativa di abbreviazione della vocale lunga -η in -ε (es. genitivo plurale πόλεων da *ποληων, che viola in tutti i sensi la legge del trisillabismo) ha dato vita a mutazioni legate alla quantità vocalica, e in alcuni casi alla posizione dell'accento.
Sotto è riportata la declinazione del femminile πόλις, -εως, "città - comunità".
|            | Singolare  | Duale               | Plurale        |
| Nominativo | ἡ πόλις    | τὼ πόλει/πόλη/πόλεε | αἱ πόλεις      |
| Genitivo   | τῆς πόλεως | τοῖν πολέοιν        | τῶν πόλεων     |
| Dativo     | τῇ πόλει   | τοῖν πολέοιν        | ταῖς πόλεσι(ν) |
| Accusativo | τὴν πόλιν  | τὼ πόλει/πόλη/πόλεε | τὰς πόλεις     |
| Vocativo   | ὦ πόλι     | ὦ πόλει/πόλη/πόλεε  | ὦ πόλεις       |

Per quanto riguarda i neutri, è declinato πέπερι, -εως, "pepe".
|            | Singolare    |
| Nominativo | τὸ πέπερι    |
| Genitivo   | τοῦ πεπέρεως |
| Dativo     | τῷ πεπέρει   |
| Accusativo | τὸ πέπερι    |

#### Temi in vocale breve -υ
I temi in -υ breve (che presentano apofonia, a volte alternano il grado medio in -ευ) e lunga (che non presentano apofonia), maschili, femminili e neutri. Nei temi apofonici, che hanno un'origine in *ϝ e *εϝ, mantengono il digamma poi vocalizzato in -υ nei casi retti (nominativo e vocativo singolare), hanno un'alternanza di υ breve (grado debole apofonico) ed -ευ (grado medio allungato); ma in quest'ultimo caso quando si va a declinare, non si possono soddisfare le tipiche forme fonetiche delle leggi di limitazione, altrimenti nel genitivo singolare di πρέσβυς si avrebbe un improbabile πρεσβέυος; e si sa che il gruppo -ευ metricamente e fonologicamente non si considera come un dittongo, ma come due vocali distinte.
Il tema ϝ diventa -υ nei casi retti del singolare (nominativo e vocativo con puro tema), ed è al grado zero se si realizza consonanticamente, e debole se si realizza vocalmente; invece *εϝ è al grado medio, che si realizza consonanticamente; se si realizza vocalmente il grado è più che medio, nei casi della declinazione all'infuori di nominativo, accusativo e vocativo al singolare: quindi genitivo e dativo (e duale G.D.).
Maschili e femminili hanno nominativo singolare sigmatico (πρέσβυς, ἰχθύς).
Πρέσβυς e sostantivi simili in -υ derivano da un originario tema in *πρεσβϝς, e presenta apofonia tematica in -υ/ε, che vanno a unirsi alle vocali delle desinenze della declinazione; nella declinazione questi nomi seguono per analogia quella dei temi in -ι breve (πόλις πόλεως).
Il nominativo singolare neutro corrisponde al puro tema. Nel caso accusativo singolare e plurale, con l'originale desinenza indeuropea *n° / *n°ς, la n sonante si vocalizza in α breve, e contrae con il digamma del tema, fondendosi in una -υ breve = πρέσβυν (acc. sing.) e πρέσβεις (acc. plu.), in cui si ha *πρεσβεϝ + α breve (da n°) + ς = caduta di digamma intervocalico, con allungamento di compenso della vocale finale del tema radicale -ε = ει + assimilazione della vocale α breve della desinenza = *πρεσβ + ειας = πρέσβεις, dove l'accento non si sposta perché allungandosi in circonflesso nell'ultima sillaba violerebbe la norma dei tre tempi della legge del trisillabismo.
I casi retti del plurale di ciascun genere presentano la medesima uscita a séguito di varie contrazioni con l'antica lettera ϝ. Altri sostantivi con questo tema in -υ breve sono ᾰ̓́στῠ ᾰ̓́στεως (che è neutro), στάχυς στάχυος, κίς κιός e σῦς συός.
Sotto è riportata la declinazione del femminile πῆχυς, -εως, "braccio, gomito".
|            | Singolare  | Duale               | Plurale        |
| Nominativo | ὁ πῆχυς    | τὼ πήχει/πήχη/πήχεε | οἱ πήχεις      |
| Genitivo   | τοῦ πήχεως | τοῖν πηχέοιν        | τῶν πήχεων     |
| Dativo     | τῷ πήχει   | τοῖν πηχέοιν        | τοῖς πήχεσι(ν) |
| Accusativo | τὸν πῆχυν  | τὼ πήχει/πήχη/πήχεε | τοὺς πήχεις    |
| Vocativo   | ὦ πῆχυ     | ὦ πήχει/πήχη/πήχεε  | ὦ πήχεις       |

Per i neutri, ἄστυ, -εως, "cittadella".
|            | Singolare  | Duale               | Plurale        |
| Nominativo | τὸ ἄστυ    | τὼ ἄστει/ἄστη/ἄστεε | τὰ ἄστη/ἄστεα  |
| Genitivo   | τοῦ ἄστεως | τοῖν ἀστέοιν        | τῶν ἄστεων     |
| Dativo     | τῷ ἄστει   | τοῖν ἀστέοιν        | τοῖς ἄστεσι(ν) |
| Accusativo | τὸ ἄστυ    | τὼ ἄστει/ἄστη/ἄστεε | τὰ ἄστη/ἄστεα  |
| Vocativo   | ὦ ἄστυ     | ὦ ἄστει/ἄστη/ἄστεε  | ὦ ἄστη/ἄστεα   |

#### Particolarità
- Il maschile πρέσβυς, -εως al singolare, come aggettivo, ha il significato di "vecchio", mentre al plurale πρέσβεις, significa "ambasciatori". "Ambasciatore" al singolare invece lo si forma con il sostantivo della prima declinazione πρεσβευτής. Per quanto riguarda invece il plurale di "anziani" si ha il sostantivo della prima declinazione πρεσβύται, che ha anche una forma al singolare πρεσβύτης che è affiancata a πρέσβεις.
- Il maschile υἱός, -οῦ, "figlio", della Seconda declinazione, può presentarsi anche nell'antica forma υἱύς, -έως in -υ, e possedere la declinazione propria di questo tema.

#### Aggettivi
Esistono diversi aggettivi in -υ, esclusivamente a tre terminazioni.
Dal momento che hanno apofonia, il maschile e il neutro sono declinati come i sostantivi con lo stesso tema.
Si noti però, al genitivo singolare, la presenza della vocale breve ο , al posto della consueta ω.
Ai casi retti del neutro plurale ε e α non subiscono contrazioni.
Il femminile si declina come i nomi in -α breve impuro della prima declinazione.

## Temi in dittongo
I temi in dittongo della terza declinazione sono costituiti dall'unione delle vocali forti a quelle deboli (ι e υ).
Essi si dividono in tre gruppi:
- Temi in -αυ
- Temi in -ευ
- Temi in -ου

In aggiunta ad essi:
- Temi in -ωϝ (-ως)
- Temi in οj (-ω)

Hanno la caratteristica di possedere il nominativo sigmatico e di non presentare apofonia.
Si ritiene che tutti questi nomi siano stati influenzati, in origine, dalla presenza del digamma (ϝ).

### Temi in dittongo -αυ
I temi in -αυ sono esclusivamente "femminili", con nominativo sigmatico, provengono da un originario tema *αυ lungo (che nella declinazione tende a evolvere tuttavia in -ηυ) derivante a sua volta da *αϝ. Inoltre questi termini femminili non sono soggetti ad apofonia nel nominativo, ma l'irregolarità nei casi nel restante della declinazione deriva dagli esiti degli incontri vocalici con la caduta del digamma e la conseguente metatesi quantitativa per legge di Osthoff.
L'accusativo singolare è in -ν e quello plurale in -ς, per particolari fenomeni fonetici dovuti alla scomparsa del digamma. Esempi di questi termini sono, tra i più noti, ναῦς e γραῦς.
L'esempio di declinazione è con γραῦς, γραός, "vecchia".
|            | Singolare | Duale       | Plurale        |
| Nominativo | ἡ γραῦς   | τὼ γρᾶε     | αἱ γρᾶες       |
| Genitivo   | τῆς γραός | τοῖν γραοῖν | τῶν γραῶν      |
| Dativo     | τῇ γραΐ   | τοῖν γραοῖν | ταῖς γραυσί(ν) |
| Accusativo | τὴν γραῦν | τὼ γρᾶε     | τὰς γραῦς      |
| Vocativo   | ὦ γραῦ    | ὦ γρᾶε      | ὦ γρᾶες        |

#### Particolarità
- Il nome ναῦς, νεώς, "nave", alterna la α nei dittonghi alla ε o alla η in presenza di vocali lunghe. Il nominativo singolare segue il radicale ναυ + ς (*ναϝς con caduta del digamma dell'originario radicale, evoluzione in -υ e allungamento di compenso della vocale α senza trasformazione apofonica), il genitivo sing. *ναϝος = caduta di digamma ecc. + allungamento dell'α in η, ma per legge di Osthoff della metatesi, l'η si abbrevia in ε e si allunga la desinenza del genitov da -ο in ω = νεώς; dativo sing: *ναϝι = νηϝι, con iperallungamento di -ι con spostamento d'accento = νηΐ; accusativo sing.*ναϝn° = *ναυν con digamma caduto e allungamento dell'accento e della quantità vocalica di α, e trasformazione della n° sonante indeuropea in -ν; nominativo plu. *νῆες < *νηϝες < ναϝες, dove si allunga la vocale del radicale in penultima sillaba, poiché la desinenza -ες del nominativo è breve per natura; genitivo plu. νεῶν, si veriricano gli stessi fenomeni del genitivo singolare per metatesi e legge di Osthoff, da *νηων per iperallungamento di α del tema ναυ, c'è lo scambio di quantità vocalica per rispettare la legge del trisillabismo; dativo plu. ναυσί(ν) da *ναϝσι; accusativo plu. ναῦς apparentemente somigliante al nominativo singolare, ma differente nel procedimento finale della contrazione: tema *ναυ da *να + digamma + m°ς indeuropeo sonante, che in posizione intervocalica cade = *ναυ + νς, ν cade, e il dittongo αυ si allunga per compenso, e così anche l'accento, che diventa circonflesso.

Lo stesso lavoro avviene per termini, con tema in vocale, da un originario *-ηυ < *-ηϝ, poi abbreviatosi in -ευ, e in alcuni casi come nel dorico e ionico in -αυ con α comunque lungo, quali: βοῦς, χοῦς. Particolari casi con sostantivi dal tema in -ωυ da un originario *ωϝ; questi sostantivi sono, per ragioni di rispetto del trisillabismo, o monosillabi o bisillabi: δμώς, κάλως (da non confondere con il termine di II declinazione καλός) ed ἥρως ἥρωος.
È qui illustrata la declinazione di ναῦς:
|            | Singolare | Duale      | Plurale       |
| Nominativo | ἡ ναῦς    | τὼ νῆε     | αἱ νῆες       |
| Genitivo   | τῆς νεώς  | τοῖν νεοῖν | τῶν νεῶν      |
| Dativo     | τῇ νηί    | τοῖν νεοῖν | ταῖς ναυσί(ν) |
| Accusativo | τὴν ναῦν  | τὼ νῆε     | τὰς ναῦς      |
| Vocativo   | ὦ ναῦ     | ὦ νῆε      | ὦ νῆες        |

### Temi in dittongo -ευ
I temi in -ευ sono esclusivamente maschili, con nominativo sigmatico. Derivano da un originario tema in *-ηυ < *-ηϝ, poi abbreviatosi in -ευ.
Il genitivo singolare si trova espresso in -ως per metatesi quantitativa (nell'es. di βασιλεύς al gen. sing = βασιλ + ηϝ + ος = caduta di digamma davanti a vocale della desinenza -ος + metatesi quantitativa delle vocali per legge di Osthoff = βάσιλ + ε + ος = βασιλ + ε + ως), dovuta anche ad una legge di Hermann Osthoff sulla metatesi quantitaviva delle vocali di parola, la quale afferma che in un dittongo seguìto da consonante la prima vocale, se lunga, viene abbreviata, per rispettare le quantità vocaliche e dell'accento nelle ultime tre sillabe di parola (legge del trisillabismo). L'abbreviamento del tema -η, per legge di Osthoff, dopo caduta del digamma nell'incontro con vocale di desinenza, e conseguente contrazione vocalica, interessa tutta la declinazione dei sostantivi, aventi questo particolare tema in dittongo.
L'accusativo singolare è in -α e quello plurale in -ας, formatisi dalla vocalizzazione della n° sonante indeuropea a contatto con consonante del digamma.
Come modello viene sotto utilizzato βασιλεύς, -έως, "re - signore - sovrano".
|            | Singolare    | Duale          | Plurale                |
| Nominativo | ὁ βασιλεύς   | τὼ βασιλέε     | οἱ βασιλεῖς            |
| Genitivo   | τοῦ βασιλέως | τοῖν βασιλέοιν | τῶν βασιλέων           |
| Dativo     | τῷ βασιλεῖ   | τοῖν βασιλέοιν | τοῖς βασιλεῦσι(ν)      |
| Accusativo | τὸν βασιλέα  | τὼ βασιλέε     | τοὺς βασιλέας/βασιλεῖς |
| Vocativo   | ὦ βασιλεῦ    | ὦ βασιλέε      | ὦ βασιλεῖς             |

#### Particolarità
- Ζεύς, Διός "Zeus" nella versione attica, ha un declinazione irregolare, forma nominativo e vocativo dal tema Ζευ, mentre gli altri casi si formano dal tema Δι. Ovviamente ha solo la declinazione al singolare. Il tema Ζευ risulta dall'abbreviazione (come ricorda la legge di Osthoff)  di un originario *Zηυ, a sua volta derivante da *Δjηυ + desinenza; Antonio Aloni confronta il tema con il radicale indeuropeo *dei-/di che esprime tanto l'idea di "luce", quanto la luminosità e la potenza del dio Zeus (cfr. lat. dies "giorno"). Il contatto di dentale sonora Δ con lo *j provoca la trasformazione in ζ e ovviamente l'iperallungamento di *ηυ, che poi verrà abbreviato, ma che era ancora presente nelle opere di Omero ed Esiodo: Ζεύς < *Δjεευς < *Δjηυς. Per quanto riguarda il resto, da Διός in poi, si vede come l'irregolarità del tema, dall'indeuropeo *di (con la i lunga), produca un secondo metodo di declinazione, poiché dall'originario indeuropeo *di compare un digamma, che poi scomparve, ossia un *Δjϝ + desinenza (-ος, -ι, -α, ecc); dunque nella declinazione tipica greca il delta iniziale Δ rimane, a differenza di altre attestazioni nell'eolico dove rimane Ζ; per cui: Διός < *Διως (abbreviamento per Osthoff) < *Δjϝ + ος. I fenomeni vocalici insomma, negli aspetti della caduta di j e ϝ e conseguente contrazione delle vocali, seguono lo stesso procedimento di altri temi in dittongo come ναῦς (nella declinazione dorica, non attica) e γραῦς.

L'irregolarità di nomi come questi è da riportare alle particolarità della declinazione del dialetto eolico, riconducibile a Omero, e poi alla schiera dei lirici Saffo, Alceo, Anacreonte; infatti in Omero troviamo una declinazione come Ζήν, Ζηνός, Ζηνί, Ζῆνᾰ,  Ζήν (eolico poetico, derivante da un radicale originario in *Δjηϝ + m° sonante indeuropeo variabile), Δάν, Δάνός ecc (eolico classico), Δέυς, Δεός ecc (laconico), Ζάν, Ζανός ecc. (dorico), Θῐός, Θῐοῦ ecc (beotico tebano).
Il tema Ζευ, deriva da una forma dell'indoeuropeo *δϳεύς; questa forma, dopo la caduta dello ϳ, ha dato origine al tema usato in attico.
Ecco la declinazione:
|            | Singolare |
| Nominativo | ὁ Ζεύς    |
| Genitivo   | τοῦ Διός  |
| Dativo     | τῷ Διί    |
| Accusativo | τὸν Δία   |
| Vocativo   | ὦ Ζεῦ     |

### Temi in -ου
I temi in -ου sono unicamente maschili, con nominativo sigmatico, derivano da un originale tema arcaico in *οϝ, he a sua volta proviene da un originario *ωϝ. Questo dittongo iperlungo per le leggi dell'abbreviazione e limitazione, è evoluto riducendosi da ω in ο, e da digamma in υ, e seguendo per la declinazione e analogia, quella del sostantivo βασιλεύς. Il digamma si evolve in -υ e poi scompare, senza allungamenti di compenso di vocali o spostamenti di accento. I termini più noti di questo gruppo di temi in dittongo -ου sono: βοῦς e χοῦς.
Il genitivo singolare è regolarmente espresso in -ος.
L'accusativo singolare è in -ν e quello plurale in -ς, per particolari fenomeni fonetici dovuti alla scomparsa del digamma. Tuttavia sono attestate anche forme di accusativo plurale in -ας.
Di séguito è riportata la declinazione del sostantivo maschile/femminile βοῦς, βοός, "mucca, bue".
|            | Singolare    | Duale      | Plurale            |
| Nominativo | ὁ/ἡ βοῦς     | τὼ βόε     | οἱ/αἱ βόες         |
| Genitivo   | τοῦ/τῆς βοός | τοῖν βοοῖν | τῶν βοῶν           |
| Dativo     | τῷ/τῇ βοΐ    | τοῖν βοοῖν | τοῖς/ταῖς βουσί(ν) |
| Accusativo | τὸν/τὴν βοῦν | τὼ βόε     | τοὺς/τὰς βοῦς      |
| Vocativo   | ὦ βοῦ        | ὦ βόε      | ὦ βόες             |

### Temi in -ωϝ (-ως)
I temi in -ωϝ, con uscita in -ως, sono solamente maschili con nominativo sigmatico. Poiché la vocale finale del tema è lunga (ω), nella declinazione semplicemente si aggiungono le vocali delle desinenze. L'accusativo singolare, dato che la desinenza originaria è la m° / n° sonante indeuropea, può o trasformarsi in vocale anch'essa (l'α) per la desinenza, o trasformarsi ugualmente, ma venire assimilata dall'ω, non lasciando traccia, se non con la desinenza dell'accusativo plurale *n°ς, dove il sigma finale rimane, anche nei casi in cui la vocale dovesse eresse assimilata dall'ω.
La caduta del digamma non ha dato vita a particolari fenomeni fonetici; pertanto, declinando un sostantivo di questo tipo, è sufficiente aggiungere al tema le desinenze originali.
Si cita come esempio ἥρως, -ωος, "eroe".
|            | Singolare | Duale       | Plurale       |
| Nominativo | ὁ ἥρως    | τὼ ἥρωε     | οἱ ἥρωες      |
| Genitivo   | τοῦ ἥρωος | τοῖν ἥρωοιν | τῶν ἠρώων     |
| Dativo     | τῷ ἥρωι   | τοῖν ἥρωοιν | τοῖς ἥρωσι(ν) |
| Accusativo | τὸν ἥρωα  | τὼ ἥρωε     | τοὺς ἥρωας    |
| Vocativo   | ὦ ἥρως    | ὦ ἥρωε      | ὦ ἥρωες       |

### Temi in οϳ (-ω)
I temi in -οϳ, con uscita in -ω, sono solamente femminili e ossitoni (accentati sull'ultima sillaba).
Il nominativo è asigmatico con vocale lunga per alternanza quantitativa.
La caduta dello jod ha dato vita a particolari fenomeni fonetici. Infatti lo j, con la normalizzazione della lingua dal V-IV secolo a.C., per vicinanza ad altre vocali venne a cadere, realizzando vocali lunghe,prodotte dalla contrazione della vocale fibale del raficale di parola, con la vocale iniziale della desinenza. Così nel nominativo singolare accade che con la semplice desinenza in -ς, scomparendo  *j, la vocale del radicale si allunga per compenso, divenendo da -o una -ώ; nel genitivo singolare la contrazione della vocale del radicale con la desinenza -oς, cadendo *j, da esito a -oυ (o del radicale + o della desinenza del genitivo), nel dativo singolare la contrazione delle due vocali con caduta di *j, produce la fusione di -o e -ῖ della desinenza, ossia un dittongo, con allungamento dell'omicron, e l'accento si sposta (si vedano anche le leggi di accentazione nel greco, nonché quella del trisillabismo). Nel caso una parola sia ossitona, l'accento da acuto diventa circonflesso e la parola quindi perispomena, come nel caso del genitivo singolare, dativo singolare ecc.
Si cita come esempio ἠχώ, -οῦς, "eco".
|            | Singolare |
| Nominativo | ἡ ἡχώ     |
| Genitivo   | τῆς ἡχοῦς |
| Dativo     | τῇ ἡχοῖ   |
| Accusativo | τὴν ἡχώ   |
| Vocativo   | ὦ ἡχοῖ    |